# Municipio de Temamatla
El municipio de Temamatla es uno de los 125 municipios del estado de México, se trata de una comunidad mexicana principalmente rural que tiene una superficie de 28,335 km² y cuya cabecera municipal es la población homónima de Temamatla. El municipio se destaca por la exportación de café gourmet de primera calidad, mismo que es reconocido a nivel mundial y se ha galardonado con el premio Neza-Bordo. Limita al norte con Chalco y Cocotitlán; al sur, con Tenango del Aire, Juchitepec y Chalco; al este, con Cocotitlán, Tlalmanalco y Tenango del Aire,  y al oeste, con Chalco. En el censo del 2020 (INEGI), tenía una población total de 14, 130 habitantes.
El 87.71% de la población en Temamatla profesa la fe católica, mientras que el 52.19% se encuentra económicamente activa, de los cuales el 96.93% están empleados. Además, el 91.13% de los hogares cuentan con servicio de agua entubada, y el 16.98% tiene acceso a Internet.

## Toponimia
Temamatla se encuentra en el lado sur oriente del Estado de México. Su nombre viene del náhuatl tetl, que significa piedra; mamatlall, escalera y tla, abundancia; lo que traducido al español sería "escalera de piedra" o "lugar donde abundan las piedras". Según Robledo y significa: "en la escalera de piedra".
Su existencia como pueblo se remonta a la época prehispánica, posteriormente se fundó como municipio en el año 1843.

## Historia
De acuerdo con los registros del Instituto de Antropología e Historia de la UNAM, en el área que comprende el municipio, existió un asentamiento durante la época del formativo temprano (1300 a 200 a. C.). Este asentamiento, caracterizado como una villa grande nucleada, albergaba entre 800 y 1,600 habitantes, o, según otras definiciones, hasta 2,500 personas. Su economía se basaba en la recolección de frutos y semillas silvestres, la cacería, la pesca y una incipiente práctica agrícola.
Durante los siglos XII y XIII, distintos grupos étnicos, como acxotecas, mihuaques, tlaltecahuaques, contecas, tlayllotlaques, nonohualcas, teotlixcas y tlacochcalcas, llegaron a la región. Establecieron el barrio Tlalmanalca, del cual descendieron los temamatlenses, una comunidad que se destacó por su rica cultura y conocimiento de las artes, practicando danza, música, astronomía, y cerámica con figuras representativas de sus deidades.
En el año 1535, por orden del Rey Carlos V, se realizaron reparticiones eclesiásticas en la región, afectando a los municipios Santiago Zula, Asunción del Monte, Los Reyes Acatlixhuayan y San Juan Temamatla. Durante 1603, se construyó el ex-convento franciscano, y para 1880, la población alcanzó los 1,787 habitantes. Temamatla se convirtió en un importante centro comercial en el siglo XIX, con una fábrica de aguardiente.
En 1824, debido a cambios legales, se suprimió la posibilidad de formar ayuntamiento en lugares con menos de 4 mil habitantes, y Temamatla fue agregada a la municipalidad de Ayotzingo. Sin embargo, en 1843, durante la época centralista, el municipio fue ratificado y elevado a la categoría de municipio. La producción agrícola y el comercio se intensificaron, convirtiéndose Temamatla en una importante vía de comercio desde la época azteca, con la presencia de mesones y actividades comerciales diversas.
En la mitad del siglo XIX, se erigió el primer palacio municipal y dos depósitos de agua para la comunidad en el jardín central. En 1881, se inauguró el trayecto del ferrocarril interoceánico de México a Cuautla. Un incidente grave ocurrió el 28 de febrero de 1895, cuando el tren descarriló cerca de Temamatla, según informó el diario "El Noticioso". Tadeo Dávila, conductor del tren No. 42, fue el primero en auxiliar, describiendo una escena horrenda de llanto, lamento y sangre. Las autoridades locales, encabezadas por el presidente municipal Andrés Zarza y el alcalde Teodoro Niño, acudieron al lugar. El médico Víctor Carrillo y el sacerdote Mariano Ponce de León también participaron en brindar ayuda a los heridos. Aunque el tren de auxilio llegó con viajeros que presenciaron el accidente, el suceso dejó una impactante imagen de horror y desolación.
En el siglo XX, durante el gobierno de Porfirio Díaz, los hacendados de la región vieron aumentar su poder económico respaldados por el dictador. Las injusticias en el campo se intensificaron, explotando a los peones que viajaban largas distancias para someterse a jornadas extenuantes en haciendas como Chiconquishuitl, El Olivar, Atoyac, San Juan de Dios y la Asunción del Monte, entre otras. Dos corrientes de cambio surgieron: en el norte, Francisco I. Madero lideró el movimiento "Sufragio Efectivo y No Reelección", mientras que en el sur, Emiliano Zapata unificó fuerzas con el Plan de Ayala, exigiendo la restitución de tierras, montes y aguas usurpadas. Tras la firma del Plan de Ayala, los campesinos zapatistas de Morelos y el Estado de México reorganizaron sus fuerzas. Emiliano Zapata, José Morales y Francisco Mendoza actuaron en Morelos, mientras que José Trinidad Ruiz lideró al norte del mismo estado y en el Estado de México hasta Ozumba. En octubre de 1911, la lucha zapatista se intensificó, con acciones contra fuerzas federales en varias poblaciones, incluyendo Ecatzingo, Nepantla, Tlalamac, Cocotitlán y las haciendas de Guadalupe, el Moral, Xico, la Asunción del Monte, Ayotzingo y Temamatla.

## Geografía
Al formar parte de la zona de los volcanes posee un clima templado y delicioso para realizar actividades en sus campos, tales como senderismo y ciclismo; también podrás disfrutar de un paisaje magnífico. Además, goza de una peculiar mezcla arquitectónica, ya que conjuga históricos edificios religiosos que datan del siglo XVI y construcciones civiles del siglo XX.

## Política y Gobierno
| Presidente municipal      | Periodo   |     |
| ------------------------- | --------- | --- |
| José Luis Abud Sánchez    | 2000-2003 | PRI |
| Jesús Moreno de la Rosa   | 2003-2006 | PRD |
| Jorge Pino Popoca Orozco  | 2006-2009 | PRI |
| Antonio Oliveiros Leyva   | 2009-2012 | PRI |
| José Rosalio Muñoz López  | 2013-2015 | PRI |
| Evertina Sánchez Bahena   | 2016-2018 | PRI |
| Juan Martin Orozpe Perez  | 2019-2021 | PNA |
| Jose Antonio Vallejo Gama | 2022-2024 | RSP |

## Costumbres
- La festividad en honor a San Antonio de Padua en Los Reyes

- La celebración en honor a San Juan Bautista
- La festividad dedicada a Santiago Apóstol

## Sitios históricos
- La Parroquia de San Juan Bautista

Construida en el año 1603 por los religiosos franciscanos y completada en 1630, la Parroquia de San Juan Bautista es todo lo que queda de lo que en su momento fue un destacado convento.

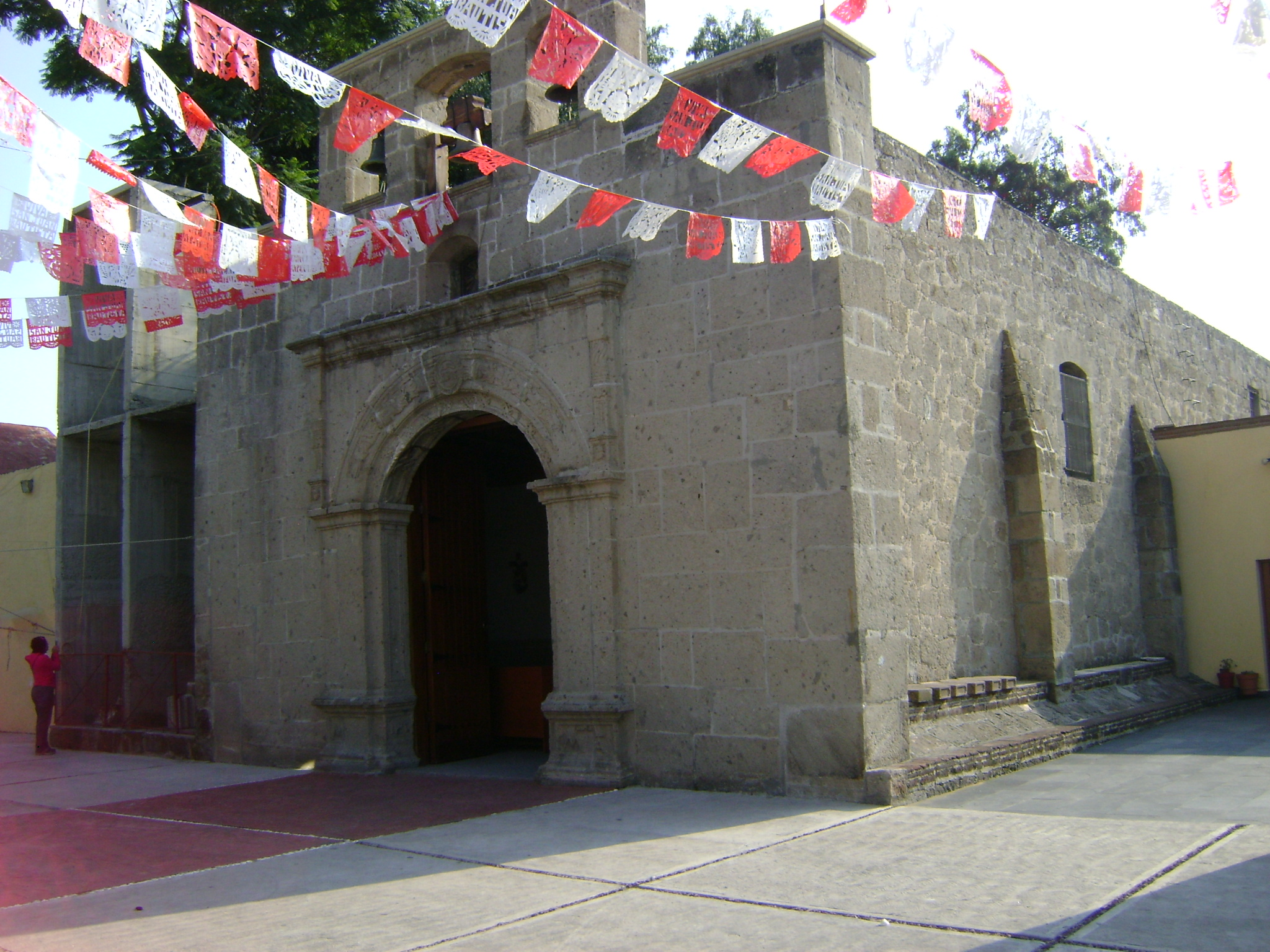
Parroquia de San Juan Bautista

Situada en el corazón de Temamatla, esta iglesia te permite sumergirte en su estilo neoclásico, con elaborados adornos en sus columnas y cúpulas de inspiración dórica y jónica. Además, podrás admirar las distintivas figuras que la identifican, entre las cuales destaca la representación de san Juan Bautista, el santo patrono de este municipio.
Dentro de la parroquia, se encuentra la Capilla de la Virgen de los Dolores, erigida en el año 1707.
- La Capilla de Santiago Apóstol
- La Capilla de Los Santos Reyes
- La Capilla de San Antonio de Padua
- Casa de Cultura
- Foros Culturales en la cabecera municipal y Los Reyes
- Kiosco y fuente del Jardín municipal

## Artesanías
- Creaciones artesanales con hojas de maíz
- Textiles
- Productos de latón
- Muebles coloniales

## Gastronomía
- Carnitas de cerdo
- Mixiotes
- Barbacoa de becerro, carnero y pollo.

## Personajes Distinguidos
- Manuel Flores Díaz, oriundo de la cabecera municipal, lideró la gestión del ejido de Temamatla en 1925.
- Dolores Díaz Díaz, originaria de la cabecera municipal, fue una partera empírica que atendió a la mayoría de la población en las décadas de los 40 y 50.
- Antelmo Flores Salas (1911-1983) dedicó gran parte de su vida a asegurar que la comunidad de "Los Reyes" contara con una escuela y un profesor. Su última intervención fue gestionar la adquisición del terreno actual de la escuela primaria Miguel Hidalgo en esa localidad.
- Jesús Olivos Fernández, nacido el 30 de marzo de 1939 en Los Reyes, es un pintor especializado en paisajes y arte colonial que comenzó su carrera en 1989. Ha realizado varias exposiciones en diversos municipios del estado, obteniendo reconocimientos y distinciones.
- Narciso Ramírez Mendoza, nacido el 12 de noviembre de 1938 en Zula, ha compuesto letra y música para varias canciones, como "Corrido al Estado de México", "Lluvía Ranchera", "Corrido México, México, México", "Mi Amigo el Viento" y "Tierra Mojada", estas dos últimas junto con "Corrido al Estado de México" participaron en concursos a nivel regional y en el Distrito Federal, obteniendo menciones honoríficas.
- Jesús López García, nacido el 7 de enero de 1940, es originario del Distrito Federal pero ha vivido en Temamatla desde la infancia. Ha escrito cuentos, leyendas y tradiciones, destacándose composiciones como "Historia de una Gotita de Agua", "Una Jaula Vacía", "La Voz del Río", "Los Sobrevivientes" y "Absolutamente Secreto", entre otras. José Félix Rivera Martínez, nacido el 3 de marzo de 1967 y originario de Los Reyes, participó en diversas carreras de larga distancia, incluyendo la 6a. carrera de los 10 kilómetros de los Reyes La Paz a San Vicente Chicoloapan y el VIII Maratón Internacional de la Ciudad de México en 1990. También compitió en dos ocasiones en la carrera del IMSS Oaxtepec.